# Хоста (Шкофя Лока)
Хоста (словен. Hosta) — поселення в общині Шкофя Лока, Горенський регіон, Словенія. Висота над рівнем моря: 347 м.